# Spenót (növényfaj)
A spenót vagy paraj (Spinacia oleracea) a disznóparéjfélék (Amaranthaceae) (korábban: libatopfélék) családjába tartozó, világszerte elterjedt kultúrnövény. Közép- és Délnyugat-Ázsiában őshonos. Ismert nevei még: spinót, spenát, spinát, spinác, barátparéj.
Valószínűleg Perzsiából származik, innen vitték a mórok Spanyolországba. Franciaországban a 16. században, Medici Katalin udvarában vált népszerűvé. Magyarországra korán eljutott, Szikszai Fabricius Balázs Nomenclaturájában (1590) már említi a spinácz nevű levélzöldséget.
A parajszövőmoly fő gazdanövénye, de az nem okoz érdemleges kárt kultúráiban – annál inkább a levéltetvek és a spenótperenoszpóra (Peronospora spinaciae).

## Jellemzői
Egyéves, néha kétéves növény, a mérsékelt égöv alatt képes áttelelni. Mintegy 30 cm magasra megnövő, szára egyenes, levelei változatos méretűek (2–30 cm hosszúak, 1–15 cm szélesek, a nagyobb levelek alul, a kisebbek a növény teteje felé haladva találhatók), váltakozó állásúak, hosszúkás-oválisak vagy háromszögletű-nyíl formájúak, szélük ép vagy öblös, végük hegyes. A tőlevelek állománya húsos, a magszáron növő szárlevelek hosszúkásak, rostosak. Kétlaki növény, a nővirágos egyedek hosszabb élettartamúak, a hímvirágúak az elvirágzás után elszáradnak. A sárgászöld, 3–4 mm átmérőjű, nőivarú virágok a levélhónaljakban nőnek, a hímivarúak gomolyvirágzatot (rövid kocsányú álernyős virágzat) alkotnak/álfüzérben állnak.  Hosszúnappalos növény, napi 12 óránál rövidebb megvilágítás esetén nem képes a jarovizációra.
Termése gyakran tüskés felületű, 5–10 mm-es makkocska, melyben számos mag található. A magok tömege 8-10 milligramm, csírázóképességüket 4-5 évig megőrzik.

## Felhasználása
A spenót leveleiben triterpén-szaponinok, betain, vitaminok, oxálsav, nitrátok találhatók. Leggyakrabban főzeléknövényként vagy salátaként használják fel, iparilag pedig klorofill előállítására. A leveléből készült szerek az emésztésre a hasnyálmirigy működésére jó hatással vannak, valószínűleg a szaponinok miatt. A talajtól függően nagy mennyiségű vasat tartalmazhat, azonban ennek nagy része nehezen felszívódó formában van jelen, és az oxalátok is gátolják a felszívódását. Magas (0,97) oxalát-,  és nitráttartalma miatt nem szabad túl sűrűn fogyasztani.
A magyar hagyomány szerint az étel készítésekor pl. spenótfőzelék, kevés tejjel való készítése ajánlott. A tejben lévő kalcium reakcióba lép a paraj oxálsavával. Ezzel az eljárással az edényben megy végbe a reakció és nem a szervezetben. Így a vesekő kialakulásával nem kell számolni.

## Spenót a kultúrában
- Popeye, a tengerész, egy fiktív hős aki nagyon szereti a spenótot és fogyasztásakor emberfeletti erőre tesz szert.
- A spenótot (a kelkáposztával és a tökfőzelékkel együtt) gyakran a gyerekek számára nem kívánatos ételként ábrázolják a kultúrában.

## Termesztése
A spenótot számos országban és klímazónában termesztik a világon, és az egyik legnépszerűbb zöldségfajta. 2021-ben a spenótot több mint 60 országban termesztették, és az éves termés mennyisége meghaladta a 32 millió tonnát.
A világ legnagyobb spenót termelői közé tartozik Kína, az Egyesült Államok, Törökország, Japán és Kenya. Ezek az országok a 2021-es termelésük alapján az első öt helyen álltak. 2021-ben Kína az éves világ spenót termésének a 92%-át adta.
| Energia 23 kcal 97 kJ |       |
| Szénhidrátok | 3.6 g |
| - Cukrok 0.4 g |       |
| - Étkezési rostok 2.2 g |       |
| Zsír | 0.4 g |
| Fehérje | 2.9 g |
| A-vitamin ekviv. 469 μg | 59%   |
| β-karotin 5626 μg | 52%   |
| Folsav (B9-vitamin) 194 μg | 49%   |
| C-vitamin 28 mg | 34%   |
| E-vitamin 2 mg | 13%   |
| K-vitamin 483 μg | 460%  |
| Kalcium 99 mg | 10%   |
| Vas 2.7 mg | 21%   |
| A százalékos értékek az amerikai felnőttek számára javasolt napi mennyiségre (RDA) vonatkoznak. Forrás: USDA tápanyag adatbázis |       |

## Hasonló növények
- mángold (Beta vulgaris)
- laboda vagy kerti laboda (Atriplex spp.)
- parajlibatop (Chenopodium bonus-henricus)